# حلم يتبدد (مسلسل)
المسلسل يحكي قصة شابة تسمى «مارال عظيمي» بعد أن تُطبع لها أول رواية تصل من الشهرة إلى حد لم تتوقعه وتصبح أسرتها محل اهتمام الاعلام وأضواء الشهرة التي تعم الأسرة كلها.
«حلم یتبدد» يعتبر المسلسل الأول للمخرج الإيراني فريدون جيراني المخرج والكاتب السينمائي وصاحب الأعمال السينمائية الرائعة مثل فيلم «الأحمر» (قرمز) وفيلم «العشاء الاخير» (شام آخر) و«بارك وي».

## الممثلون
دانیال حکیمي، سامیه لك، ستاره اسکندري ، هوشنك توکلي ، بولاد کیمیایي ، فریده سباه ‌منصور ، مائده طهماسبي ، آشا محرابي ، مهسا کرامتي ، شیوا خنیاكر ، مهناز انصاریان ، فریدون محرابي ، علي کاظمي ، نیلوفر محمودي ، بوراندخت مهیمن، هایده حائري ، ناصر طهماسب، هانده شن، أحمد ساعتجیان ، علي میلاني ، صبا مهري، حبیب ثامنیه، أحمد توکلي ، مهسا حسیني ، محمود بنفشه‌خواه، حسن خوانساري ، سحر کریمي ، علي مرادي ، برویز ذنوبي ، سیاوش قاسمي ، حشمت‌الله داوربناه ، ناهید میرعمادي، ماهور حاج درویش.